# Réseau du patrimoine franco-ontarien
Le Réseau du patrimoine franco-ontarien (RPFO) est un organisme sans but lucratif fondé en 2011 à la suite de la fusion du Regroupement des organismes du patrimoine franco-ontarien (ROPFO) et de la Société franco-ontarienne d’histoire et de généalogie (SFOHG). Son mandat est de réunir les acteurs du domaine patrimonial francophone en Ontario et d'appuyer les efforts de préservation et de mise en valeur du patrimoine de la francophonie ontarienne.

## Histoire
Le ROPFO a été fondé à Midland, Ontario en juin 1989 à l'occasion de l'assemblée annuelle de l'Association canadienne-française de l'Ontario (ACFO). Sa fondation est le résultat de discussions qui avaient été menées depuis 1988 quant à la possibilité de créer une fédération provinciale regroupant les acteurs du patrimoine franco-ontarien.
En 2007, le ROPFO est entré dans un processus de recentrage de ses activités. En 2011, les conseils d’administration du ROPFO et de la SFOHG votent pour l’union de ses deux organismes, formant ainsi le RPFO.

## Réalisations
Au cours de ses années d'existence, le ROPFO s'est impliqué dans un nombre considérable d'initiatives visant à soutenir et protéger le patrimoine franco-ontarien.
Il a notamment mis en ligne plusieurs sites web permettant de diffuser une quantité considérable d'information sur l'histoire et le patrimoine de l'Ontario français, tels que Francorigines, Ressources franco-ontariennes et Champlain : voyage dans la francophonie canadienne.
Le ROPFO a aussi soutenu des expositions itinérantes réalisées dans le cadre d'Expomediatour en plus d'en réaliser une autre en collaboration avec l'Office des affaires francophones, aujourd'hui ministère des Affaires francophones.

## Liens
- Site officiel
- « ROPFO »(Archive.org • Wikiwix • Archive.is • Google • Que faire ?)
- Expomédiatour
- La francophonie ontarienne : d'hier à aujourd'hui